# スミス・ウィグルスワース
スミス・ウィグルスワース（Smith Wigglesworth、1859年6月8日 - 1947年3月12日）は、初期のペンテコステ派の歴史に影響を与えたイギリスの牧師である。

## 若年期
スミス・ウィグルスワースは1859年7月8日にイングランドのヨークシャーで、貧しい家庭に生まれた。小さい子供の頃から、彼は農場で母親の手伝いをして働き、また工場でも働いていた。子どもの頃、彼は文盲だった。
名ばかりのメソジストだった彼は、8歳で新生したクリスチャンになった。彼の祖母は熱心なメソジストだったが、彼の両親ジョンとマーサは、実践的なクリスチャンではなかった。けれども、両親は幼少のスミスをメソジスト教会やイングランド国教会に普段から連れて行った。彼はイングランド国教会の主教の説教で確信を持つようになり、バプテスト教会で浸礼による洗礼を受けた。彼は配管工の仕事の修行をしているあいだに、ブレズレン運動の人から教えられて、プリマス・ブレザレンで聖書の教えの基礎を学んだ。
ウィグルスワースは1882年5月2日にポリー・ウェザーストンと結婚した。結婚当時、妻ポリーは救世軍の説教者で、救世軍の創始者ウィリアム・ブースに注目されていた。2人は、1人の娘アリスと、4人の息子セス、ハロルド、アーネスト、ジョージを得た。ポリーは1913年に亡くなった。孫のレスリー・ウィグルスワースは、20年以上に及ぶコンゴの宣教の後に、エリム・ペンテコスタル・チャーチの会長として奉仕した。
ウィグルスワースはポリーと結婚してから読むことを学んだ。妻が彼に聖書を読むことを教えた。彼はよく、自分が読んだことのある本は聖書だけだと述べた。新聞も家に置かず、聖書だけを愛し、聖書だけが彼らの読み物だった。
彼は配管工として働いたが、彼が説教の働きを始めると、あまりの忙しさに仕事をやめた。1907年、ウィグルスワースはサンダーランド・リバイバルの間にアレクサンダー・ボディを訪れ、アレクサンダーの妻から按手を受けて、異言で話すことを経験した。彼はアッセンブリーズ・オブ・ゴッド教団の集会で何度か説教をしたが、自身は教団に加わらなかった。

## 働き
ウィグルスワースは信仰を通して癒しが来ることを信じていた。彼の使った方法は柔軟だった。スウェーデンで彼が聴衆に手を置くことを禁じられた時に、彼は「共同の癒し」を説教した。その方法は、人々がお互いに手を置くというものだった。彼は油を注ぐことも実践した。また、「祈りのハンカチ」を配布した（その一枚は英国王ジョージ5世に送られた）。ウィグルスワースは時々、病気の原因を悪魔であるとした。
ウィグルスワースはヨークシャー中の多くの教会で働きをし、特にシェフィールドの郊外にあるベテスダの教会でよく働きをした。彼は多くの預言をしたと主張した。彼は国際的な働きもした。彼が働きをした国は、アメリカ、オーストラリア、ニュージーランド、南アフリカ、太平洋諸島、インド、セイロン島、ヨーロッパ諸国などである。彼の説教はいくつかペンテコステ派の雑誌に掲載され、「Ever Increasing Faith」、「Faith that Prevailes」という2冊の本にまとめられた。
ウィグルスワースは、毎日キリストのために一人の魂を勝ち取るまでは眠らないと神に約束していたと言われた。ある時、この約束を彼が満たしていなかったので眠ることができず、夜中に外に出て行き、出会った酔っ払いに福音を説き、イエスを信じるように説得した、と彼は述べている。
ウィグルスワースは、ペンテコステ派の初期の歴史で最も影響力のある福音宣教者の一人だと考えられている。また彼はペンテコステ運動の参加者を大きく増やすことに寄与したと信頼されている。
デビッド・デュ・プレシスはウィグルスワースが自分に対して預言した言葉について、神が御霊をイギリス国教会に注ぎ、デビッド・デュ・プレシスがそこに大きく関わるようになると預言した、と詳しく述べた。後に、デュ・プレシスはカリスマ運動に大きく関わるようになった。
彼は1947年3月12日に没する時まで、働きを続けた。

## 癒し
ウィグルスワースは医学的な訓練を受けたことがなかったが、彼の働きの大部分は信仰による癒しに焦点が当てられていた。彼は、神が彼を虫垂炎から癒したと主張した。スミスは肝臓結石に苦しめられたことがあったが、医療を受けることを拒んだ。のちに肝臓結石は自然になくなった。彼は、生きている間も死んでからも、ナイフに自分の体を触れさせないと言った。
スミスの支持者は、彼が奇跡的な癒しに責任を持ったと主張してきた。報告に基づいた話が、一般向けの印刷物やペンテコステ派の雑誌に掲載された。報告によると、人々が死からよみがえった。よみがえった人の中には彼の妻ポリーを含む。他の有名な話によると、足の無い男性に、ウィグルスワースによって足が生えてきたと言われている。
| 「 | 私はスミスが足の無い男性のために祈ったという話を聞いたことがある。彼はその男性に、靴屋に行くように言った。その男性は、それが良いアイデアだとは思わなかったが、とにかく行った。彼が靴屋に到着すると、店の人は彼のために何もできないと思うと言った。彼はこう答えた。「もしも私が靴を履くとしたら、どのサイズが入ると思いますか。」店の人は彼を少し見て、彼に合うであろうサイズの靴を持ってきた。その男性は先の無い足を靴の中におろすと、足首から下が靴の中に生えてきたのだった！次に、もう片方の足も靴の中におろすと、そちらの足も生えてきたのだった！ああ、私の中に起こる聖なる畏敬の念よ！そう、それは起きたのだ。これこそが私たちの使える超自然的な神だ。 | 」 |

ウィグルスワースは癌で苦しむ多くの人々を癒したと主張した。彼によれば、癌は「生きている悪霊」であった。病気のうち90％は「原因が悪魔的なもの」であると彼は信じていた。彼の癒しは、からだの悪い部分を打ったり、平手で叩いたり、拳で殴ったりする方法をしばしば含んでいた。多くの場合、胃の病気に苦しむ人に対する彼の癒しの方法は、胃の部分を殴りつけることだった。このことについて追及されると、彼は「私は人々を叩いているのではなく、悪魔を叩いているのだ」と答えた。癒しの失敗に直面すると、ウィグルスワースの反応は、苦しんでいる人が「不信仰に満ちている」ことを非難するというものだった。

## 参考
- Bickle, Michael. “Smith Wigglesworth Biography”. 2006年5月18日時点のオリジナルよりアーカイブ。2006年5月18日閲覧。
- Frodsham, Stanley Howard (1948). Smith Wigglesworth: Apostle of Faith. Springfield, MO: Gospel Publishing House
- Wigglesworth, Smith (1924). Ever Increasing Faith. Springfield, MO: Gospel Publishing House 2006年12月13日閲覧。
- Cartwright, Des. “Life of Smith Wigglesworth”. 2009年11月21日閲覧。
- Hibbert, Albert. (1982) Smith Wigglesworth: The Secret of His Power. Harrison House: Tulsa, Oklahoma.